# 証券分析
証券分析（しょうけんぶんせき、英: Securities analysis）とは、市場を分析し調査をする作業である。財務分析、リサーチアナリシス、株式アナリシス、投資アナリシスともいう。

## 概要
株式会社は金融機関から借入れによって資金を調達するとともに、株式・社債等の有価証券を発行し長期の資金を調達している。株式・社債は、証券市場において投資家相互間で売買される。そこで証券を購入し売却する際に、売買価格が投資家にとって妥当であるかを科学的に判断することが必要であるが、この目的のために発達してきたのが証券分析である。すなわち、証券を発行している企業の財務分析を行い、収益性、安全性、将来性を測定し、その後に、株式・社債等の証券の法律的な内容を調べ、結論として当該の株式あるいは社債に将来帰属する利息、配当の果実および値上がり益あるいは値下がり損をできるだけ具体的に明らかにする作業である。
大手証券会社には証券分析部門があり、場合には独立した法人として運営することも多い。日本においては公的職能団体として、日本証券アナリスト協会がある。日本証券アナリスト協会は、証券アナリストを公的に認定するための試験制度を実施している。また、世界においては、米国に本部を置くCFA協会（CFA Institute）が認定するCFA協会認定証券アナリスト（Chartered Financial Analyst）などが知られる。